# Wu Xingjiang
Wang Min (kinesisk: 武邢江; pinyin: Wǔ Xíngjiāng, født 25. maj 1957) er en tidligere kvindelig kinesisk håndboldspiller som deltog under Sommer-OL 1984.
I 1984 var hun med på de kinesiske håndboldhold som vandt en bronzemedalje. Hun spillede i alle fem kampe som målmand[kilde mangler].